# Singapurische Eishockeyliga
Die Singapurische Eishockeyliga ist die höchste Eishockeyliga in Singapur.

## Geschichte
Die singapurische Eishockeyliga wurde erstmals im Jahr 1995 ausgetragen. Anschließend fand jährlich bis 2009 eine nationale Meisterschaft teil, die am häufigsten vom Singapore Recreation Club gewonnen wurde, der mit drei Meistertiteln Rekordmeister des Landes ist. Seit 2009 fand keine Meisterschaft mehr statt. Aus dem Spielerpool der singapurischen Eishockeyliga wird ein Großteil der Spieler für die singapurische Eishockeynationalmannschaft rekrutiert.

## Meister
- 2009: WhiteTeam[1]
- 2008: HARRYS[2]
- 2007: San Miguel
- 2006: M1 Hornets
- 2005: Linear Technology Lions
- 2004: Brewerkz Bruins
- 2003: M1 Hornets
- 2002: Continental Wings
- 2001: Linear Technology Lions
- 2000: Singapore Khalsa Association
- 1999: Chenab
- 1998: Singapore Recreation Club
- 1997: Singapore Recreation Club
- 1996: Singapore Indian Association
- 1995: Singapore Recreation Club